# Эдвиллер
Эдвиллер (фр. Heidwiller) — коммуна на северо-востоке Франции в регионе Гранд-Эст (бывший Эльзас — Шампань — Арденны — Лотарингия), департамент Верхний Рейн, округ Альткирш, кантон Альткирш.
Площадь коммуны — 4,48 км², население — 619 человек (2006) с тенденцией к стабилизации: 598 человек (2012), плотность населения — 133,5 чел/км².

## Население
Численность населения коммуны в 2011 году составляла 610 человек, а в 2012 году — 598 человек.
| 1962 | 1968 | 1975 | 1982 | 1990 | 1999 | 2006 | 2008 | 2011 | 2012 |
| ---- | ---- | ---- | ---- | ---- | ---- | ---- | ---- | ---- | ---- |
| 309  | 321  | 426  | 493  | 531  | 601  | 619  | 624  | 610  | 598  |

Динамика населения:

## Экономика
В 2010 году из 413 человек трудоспособного возраста (от 15 до 64 лет) 327 были экономически активными, 86 — неактивными (показатель активности 79,2 %, в 1999 году — 72,3 %). Из 327 активных трудоспособных жителей работали 308 человек (159 мужчин и 149 женщин), 19 числились безработными (9 мужчин и 10 женщин). Среди 86 трудоспособных неактивных граждан 26 были учениками либо студентами, 33 — пенсионерами, а ещё 27 — были неактивны в силу других причин.
На протяжении 2011 года в коммуне числилось 247 облагаемых налогом домохозяйств, в которых проживало 608,5 человек. При этом медиана доходов составила 25604 евро на одного налогоплательщика.

## Достопримечательности (фотогалерея)

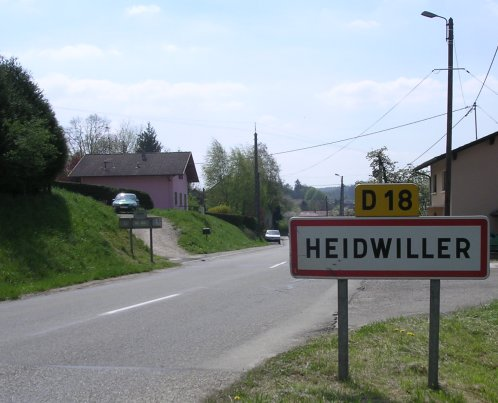
Въезд
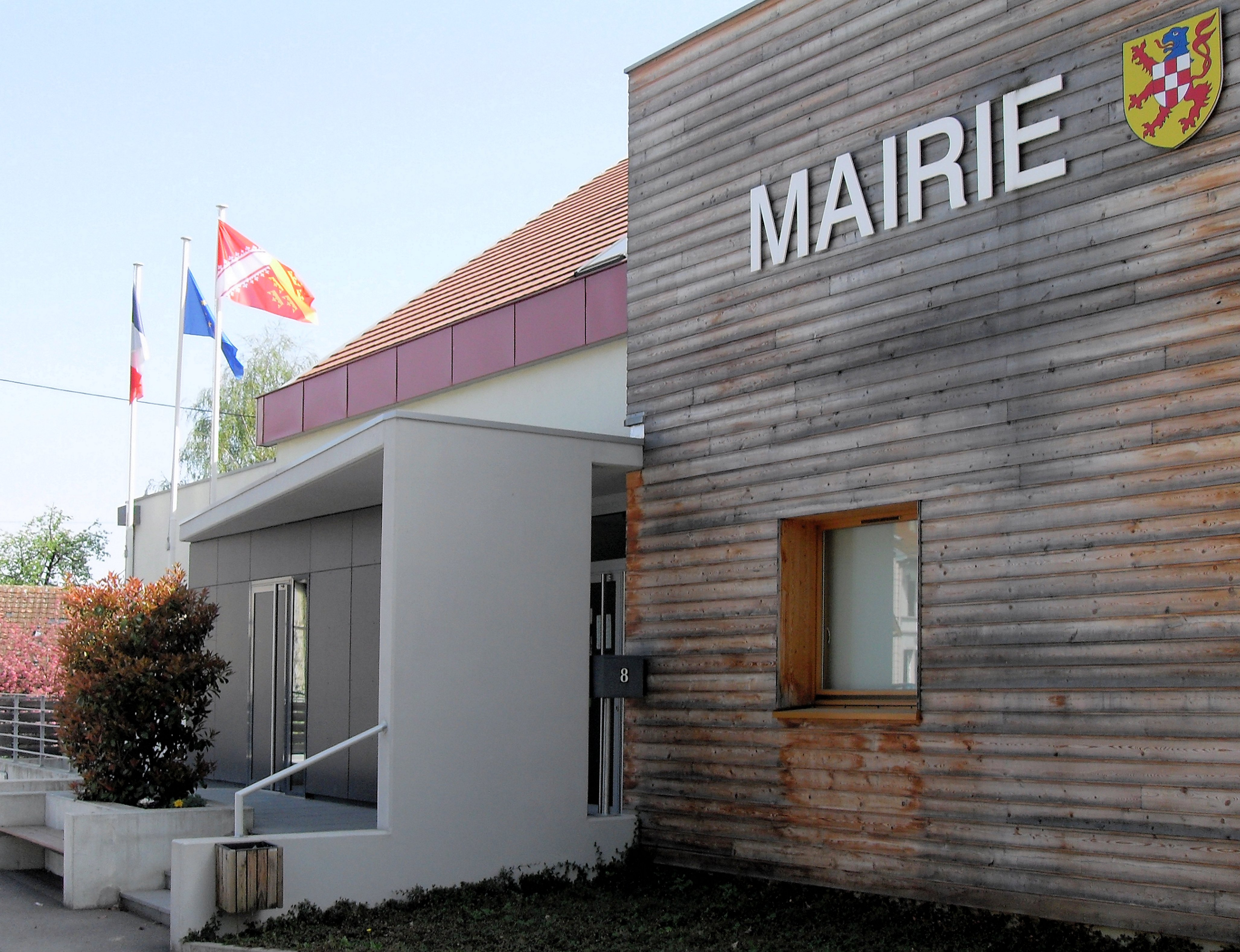
Здание мэрии
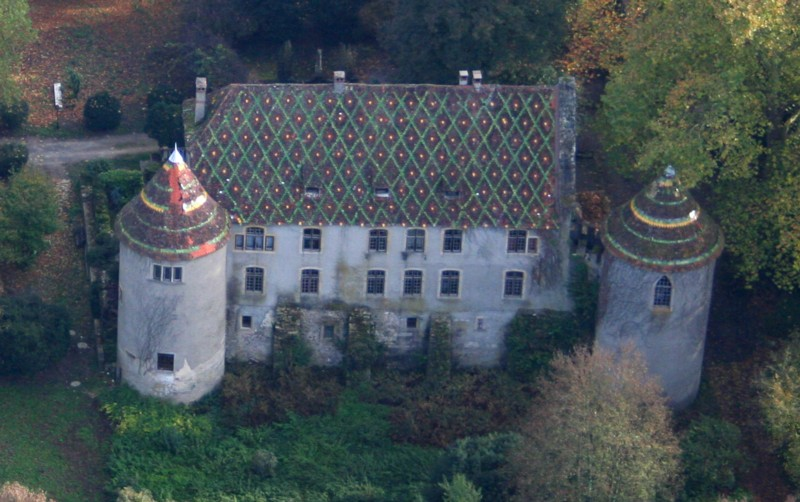
Шато